# Remigia punctata
Remigia punctata är en fjärilsart som beskrevs av Antonio Rocha da Torre 1968. Remigia punctata ingår i släktet Remigia och familjen nattflyn. Inga underarter finns listade.